# Circoscrizione Campania 2
La circoscrizione Campania 2 è una circoscrizione elettorale italiana per l'elezione della Camera dei deputati.

## Storia e territorio
La circoscrizione venne istituita dalla legge Mattarella (legge 4 agosto 1993, n. 277) e sostituiva, accorpandole, l'intera circoscrizione Benevento-Avellino-Salerno (o collegio di Benevento) e parte della precedente circoscrizione Napoli-Caserta (o collegio di Napoli) e, in vigore per tutte le elezioni politiche in Italia dal 1948 al 1992. Fu confermata nelle successive legge Calderoli (legge 21 dicembre 2005, n. 270) e legge Rosato (legge 3 novembre 2017, n. 165).
Il territorio della circoscrizione coincide alle 4 province di Avellino, Benevento, Caserta e Salerno, quindi all'intera regione Campania meno la città metropolitana di Napoli.

## Dal 1993 al 2005

### Collegi uninominali
| Mappa | Collegio                          | Comuni |
| ----- | --------------------------------- | --- |
|       | 1. Caserta                        | Casagiove, Caserta, Castel Morrone, Recale, San Nicola la Strada |
|       | 2. Maddaloni                      | Arienzo, Cervino, Maddaloni, Marcianise, San Felice a Cancello, San Marco Evangelista, Santa Maria a Vico, Valle di Maddaloni |
|       | 3. Aversa                         | Aversa, Carinaro, Cesa, Gricignano di Aversa, Orta di Atella, Sant'Arpino, Succivo, Teverola |
|       | 4. Casal di Principe              | Casal di Principe, Casaluce, Casapesenna, Frignano, Lusciano, Parete, San Cipriano d'Aversa, San Marcellino, Trentola-Ducenta, Villa di Briano, Villa Literno |
|       | 5. Santa Maria Capua Vetere       | Cancello ed Arnone, Capodrise, Casapulla, Castel Volturno, Curti, Francolise, Grazzanise, Macerata Campania, Portico di Caserta, San Prisco, San Tammaro, Santa Maria Capua Vetere, Santa Maria la Fossa |
|       | 6. Sessa Aurunca                  | Caianello, Carinola, Cellole, Conca della Campania, Falciano del Massico, Galluccio, Marzano Appio, Mignano Monte Lungo, Mondragone, Pietramelara, Pietravairano, Presenzano, Riardo, Rocca d'Evandro, Roccamonfina, Roccaromana, San Pietro Infine, Sessa Aurunca, Teano, Tora e Piccilli, Vairano Patenora |
|       | 7. Capua                          | Ailano, Alife, Alvignano, Baia e Latina, Bellona, Caiazzo, Calvi Risorta, Camigliano, Capriati a Volturno, Capua, Castel Campagnano, Castel di Sasso, Castello del Matese, Ciorlano, Dragoni, Fontegreca, Formicola, Gallo Matese, Giano Vetusto, Gioia Sannitica, Letino, Liberi, Pastorano, Piana di Monte Verna, Piedimonte Matese, Pignataro Maggiore, Pontelatone, Prata Sannita, Pratella, Raviscanina, Rocchetta e Croce, Ruviano, San Gregorio Matese, San Potito Sannitico, Sant'Angelo d'Alife, Sparanise, Valle Agricola, Vitulazio |
|       | 8. Benevento                      | Apollosa, Arpaise, Benevento, Campolattaro, Casalduni, Castelpoto, Ceppaloni, Foglianise, Fragneto l'Abate, Fragneto Monforte, Morcone, Paduli, Pietrelcina, Ponte, Pontelandolfo, San Leucio del Sannio, San Nicola Manfredi, Santa Croce del Sannio, Sant'Angelo a Cupolo, Sassinoro, Torrecuso |
|       | 9. Sant'Agata de' Goti            | Airola, Amorosi, Arpaia, Bonea, Bucciano, Campoli del Monte Taburno, Castelvenere, Cautano, Cerreto Sannita, Cusano Mutri, Dugenta, Durazzano, Faicchio, Forchia, Frasso Telesino, Guardia Sanframondi, Limatola, Melizzano, Moiano, Montesarchio, Paolisi, Paupisi, Pietraroja, Puglianello, San Lorenzello, San Lorenzo Maggiore, San Lupo, San Salvatore Telesino, Sant'Agata de' Goti, Solopaca, Telese Terme, Tocco Caudio, Vitulano |
|       | 10. Ariano Irpino                 | Apice, Ariano Irpino, Baselice, Bonito, Buonalbergo, Calvi, Casalbore, Castelfranco in Miscano, Castelpagano, Castelvetere in Val Fortore, Circello, Colle Sannita, Flumeri, Foiano di Val Fortore, Ginestra degli Schiavoni, Greci, Grottaminarda, Melito Irpino, Molinara, Montaguto, Montecalvo Irpino, Montefalcone di Val Fortore, Pago Veiano, Pesco Sannita, Reino, San Bartolomeo in Galdo, San Giorgio del Sannio, San Giorgio La Molara, San Marco dei Cavoti, San Martino Sannita, San Nazzaro, Sant'Arcangelo Trimonte, Savignano Irpino, Villanova del Battista, Zungoli |
|       | 11. Avellino                      | Altavilla Irpina, Avellino, Candida, Capriglia Irpina, Castelvetere sul Calore, Chianche, Chiusano di San Domenico, Grottolella, Lapio, Manocalzati, Mercogliano, Montefalcione, Montefredane, Montefusco, Montemiletto, Ospedaletto d'Alpinolo, Parolise, Petruro Irpino, Pietradefusi, Prata di Principato Ultra, Pratola Serra, Salza Irpina, San Mango sul Calore, San Potito Ultra, Santa Paolina, Sant'Angelo a Scala, Santo Stefano del Sole, Sorbo Serpico, Summonte, Torre Le Nocelle, Torrioni, Tufo, Venticano, Volturara Irpina |
|       | 12. Atripalda                     | Aiello del Sabato, Atripalda, Avella, Baiano, Cervinara, Cesinali, Contrada, Domicella, Forino, Lauro, Marzano di Nola, Monteforte Irpino, Montoro Inferiore, Montoro Superiore, Moschiano, Mugnano del Cardinale, Pago del Vallo di Lauro, Pannarano, Pietrastornina, Quadrelle, Quindici, Roccabascerana, Rotondi, San Martino Valle Caudina, San Michele di Serino, Santa Lucia di Serino, Serino, Sirignano, Solofra, Sperone, Taurano |
|       | 13. Mirabella Eclano              | Andretta, Aquilonia, Bagnoli Irpino, Bisaccia, Cairano, Calabritto, Calitri, Caposele, Carife, Cassano Irpino, Castel Baronia, Castelfranci, Conza della Campania, Fontanarosa, Frigento, Gesualdo, Guardia Lombardi, Lacedonia, Lioni, Luogosano, Mirabella Eclano, Montella, Montemarano, Monteverde, Morra De Sanctis, Nusco, Paternopoli, Rocca San Felice, San Nicola Baronia, San Sossio Baronia, Sant'Andrea di Conza, Sant'Angelo all'Esca, Sant'Angelo dei Lombardi, Scampitella, Senerchia, Sturno, Taurasi, Teora, Torella dei Lombardi, Trevico, Vallata, Vallesaccarda, Villamaina                                                                                          |
|       | 14. Salerno centro                | Parte di Salerno |
|       | 15. Salerno - Mercato S. Severino | Parte di Salerno, Baronissi, Bracigliano, Calvanico, Castiglione del Genovesi, Fisciano, Giffoni Sei Casali, Mercato San Severino, Pellezzano, San Cipriano Picentino, San Mango Piemonte |
|       | 16. Cava de' Tirreni              | Amalfi, Atrani, Cava de' Tirreni, Cetara, Conca dei Marini, Furore, Maiori, Minori, Nocera Superiore, Positano, Praiano, Ravello, Roccapiemonte, Scala, Tramonti, Vietri sul Mare |
|       | 17. Scafati                       | Angri, Corbara, Pagani, Sant'Egidio del Monte Albino, Scafati |
|       | 18. Nocera Inferiore              | Castel San Giorgio, Nocera Inferiore, San Marzano sul Sarno, San Valentino Torio, Sarno, Siano |
|       | 19. Battipaglia                   | Acerno, Battipaglia, Bellizzi, Giffoni Valle Piana, Montecorvino Pugliano, Montecorvino Rovella, Olevano sul Tusciano, Pontecagnano Faiano |
|       | 20. Eboli                         | Agropoli, Albanella, Altavilla Silentina, Campagna, Capaccio, Castelcivita, Cicerale, Controne, Eboli, Giungano, Laureana Cilento, Lustra, Ogliastro Cilento, Postiglione, Prignano Cilento, Rutino, Serre, Torchiara, Trentinara |
|       | 21. Sala Consilina                | Aquara, Atena Lucana, Auletta, Bellosguardo, Buccino, Buonabitacolo, Caggiano, Casalbuono, Castel San Lorenzo, Castelnuovo di Conza, Colliano, Contursi Terme, Corleto Monforte, Laviano, Monte San Giacomo, Montesano sulla Marcellana, Oliveto Citra, Ottati, Padula, Palomonte, Pertosa, Petina, Polla, Ricigliano, Roccadaspide, Romagnano al Monte, Roscigno, Sacco, Sala Consilina, Salvitelle, San Gregorio Magno, San Pietro al Tanagro, San Rufo, Sant'Angelo a Fasanella, Sant'Arsenio, Santomenna, Sanza, Sassano, Sicignano degli Alburni, Teggiano, Valva |
|       | 22. Vallo della Lucania           | Alfano, Ascea, Camerota, Campora, Cannalonga, Casal Velino, Casaletto Spartano, Caselle in Pittari, Castellabate, Castelnuovo Cilento, Celle di Bulgheria, Centola, Ceraso, Cuccaro Vetere, Felitto, Futani, Gioi, Ispani, Laurino, Laurito, Magliano Vetere, Moio della Civitella, Montano Antilia, Montecorice, Monteforte Cilento, Morigerati, Novi Velia, Omignano, Orria, Perdifumo, Perito, Piaggine, Pisciotta, Pollica, Roccagloriosa, Rofrano, Salento, San Giovanni a Piro, San Mauro Cilento, San Mauro la Bruca, Santa Marina, Sapri, Serramezzana, Sessa Cilento, Stella Cilento, Stio, Torraca, Torre Orsaia, Tortorella, Valle dell'Angelo, Vallo della Lucania, Vibonati |

### XII legislatura

#### Risultati elettorali
| Coalizioni                      | Liste                              | Proporzionale | Proporzionale | Proporzionale | Maggioritario | Maggioritario | Maggioritario |
| Coalizioni                      | Liste                              | Voti          | %             | Seggi         | Voti          | %             | Seggi         |
| ------------------------------- | ---------------------------------- | ------------- | ------------- | ------------- | ------------- | ------------- | ------------- |
| Progressisti                    | Partito Democratico della Sinistra | 240.705       | 15,69         | 1             | 422.007       | 26,68         | 12            |
| Progressisti                    | Rifondazione Comunista             | 83.789        | 5,46          | -             | 422.007       | 26,68         | 12            |
| Progressisti                    | Partito Socialista Italiano        | 59.652        | 3,89          | -             | 422.007       | 26,68         | 12            |
| Progressisti                    | Federazione dei Verdi              | 57.235        | 3,73          | -             | 422.007       | 26,68         | 12            |
| Progressisti                    | Alleanza Democratica               | 19.708        | 1,28          | -             | 422.007       | 26,68         | 12            |
| Alleanza Nazionale              | Alleanza Nazionale                 | 331.259       | 21,60         | 2             | 343.930       | 21,74         | 6             |
| Forza Italia-CCD-UDC-PLD        | Forza Italia                       | 302.409       | 19,72         | 2             | 313.513       | 19,82         | 1             |
| Patto per l'Italia              | Partito Popolare Italiano          | 198.936       | 12,97         | 1             | 310.908       | 19,66         | 3             |
| Patto per l'Italia              | Patto Segni                        | 96.475        | 6,29          | 1             | 310.908       | 19,66         | 3             |
| Lista Pannella - Riformatori    | Lista Pannella - Riformatori       | 49.393        | 3,22          | -             | 26.632        | 1,68          | -             |
| Unità Popolare                  | Unità Popolare                     | 36.343        | 2,37          | -             | 53.167        | 3,36          | -             |
| Socialdemocrazia per le Libertà | Socialdemocrazia per le Libertà    | 21.900        | 1,43          | -             | 23.007        | 1,45          | -             |
| Unione Democratica Italiana     | Unione Democratica Italiana        | 20.227        | 1,32          | -             | 57.049        | 3,61          | -             |
| Riformisti Irpini               | Riformisti Irpini                  | 8.338         | 0,54          | -             | 18.240        | 1,15          | -             |
| Alleanza Meridionale            | Alleanza Meridionale               | 7.397         | 0,48          | -             | N.D.          | N.D.          | N.D.          |
| La Nostra Terra                 | La Nostra Terra                    | N.D.          | N.D.          | N.D.          | 9.905         | 0,63          | -             |
| Unione Mediterranea             | Unione Mediterranea                | N.D.          | N.D.          | N.D.          | 2.001         | 0,13          | -             |
| Movimento Cristiano Europeo     | Movimento Cristiano Europeo        | N.D.          | N.D.          | N.D.          | 1.312         | 0,08          | -             |
| Totale                          | Totale                             | 1.533.766     |               | 7             | 1.581.671     |               | 22            |

#### Eletti

##### Parte proporzionale
| Alleanza Nazionale                       | Forza Italia                   | Partito Democratico della Sinistra | Partito Popolare Italiano | Patto Segni      |
| ---------------------------------------- | ------------------------------ | ---------------------------------- | ------------------------- | ---------------- |
|                                          |                                |                                    |                           |                  |
| - Nicolò Antonio Cuscunà - Antonio Rizzo | - Luigi Nocera - Maretta Scoca | - Carmine Nardone                  | - Gabriele De Rosa        | - Enrico Indelli |

##### Parte maggioritaria
Eletti nei Progressisti (PDS - PRC - FdV - PSI - Rete - AD)
     Eletti in Alleanza Nazionale
     Eletti nel Patto per l'Italia (PPI - Patto Segni)
     Eletti nella coalizione FI - CCD - UdC - PLD
| Collegio                    | Deputato | Deputato                | Partito  |
| --------------------------- | -------- | ----------------------- | -------- |
| Caserta                     |          | Sergio Tanzarella       | PDS (CS) |
| Maddaloni                   |          | Giacomo De Angelis      | PRC      |
| Aversa                      |          | Mario Gatto             | PSI      |
| Casal di Principe           |          | Lorenzo Diana           | PDS      |
| Santa Maria Capua Vetere    |          | Vincenzo Simonelli      | AN       |
| Sessa Aurunca               |          | Mario Landolfi          | AN       |
| Capua                       |          | Pasquale La Cerra       | AD       |
| Benevento                   |          | Alberto Simeone         | AN       |
| Sant'Agata de' Goti         |          | Clemente Mastella       | CCD      |
| Ariano Irpino               |          | Mario Pepe              | PPI      |
| Avellino                    |          | Gianfranco Rotondi      | PPI      |
| Atripalda                   |          | Alberta De Simone       | PDS      |
| Mirabella Eclano            |          | Ferdinando Schettino    | AD       |
| Salerno-Centro              |          | Gaetano Colucci         | AN       |
| Salerno-Mercato S. Severino |          | Francesco Calvanese     | PRC      |
| Cava de' Tirreni            |          | Felice Scermino         | AD       |
| Scafati                     |          | Isaia Sales             | PDS      |
| Nocera Inferiore            |          | Aldo Trione             | PDS      |
| Battipaglia                 |          | Teodoro Stefano Tascone | AN       |
| Eboli                       |          | Franco Cardiello        | AN       |
| Sala Consilina              |          | Vincenzo Mattina        | PSI (RS) |
| Vallo della Lucania         |          | Antonio Valiante        | PPI      |

### XIII legislatura

#### Risultati elettorali
| Coalizioni                   | Liste                              | Proporzionale | Proporzionale | Proporzionale | Maggioritario | Maggioritario | Maggioritario |
| Coalizioni                   | Liste                              | Voti          | %             | Seggi         | Voti          | %             | Seggi         |
| ---------------------------- | ---------------------------------- | ------------- | ------------- | ------------- | ------------- | ------------- | ------------- |
| Polo per le Libertà          | Forza Italia                       | 334.873       | 21,94         | 2             | 708.670       | 46,19         | 16            |
| Polo per le Libertà          | Alleanza Nazionale                 | 295.448       | 19,35         | -             | 708.670       | 46,19         | 16            |
| Polo per le Libertà          | CCD-CDU                            | 172.599       | 11,31         | 1             | 708.670       | 46,19         | 16            |
| L'Ulivo                      | Partito Democratico della Sinistra | 254.284       | 16,66         | 2             | 598.617       | 39,02         | 5             |
| L'Ulivo                      | Popolari per Prodi                 | 150.768       | 9,88          | -             | 598.617       | 39,02         | 5             |
| L'Ulivo                      | Rinnovamento Italiano              | 65.212        | 4,27          | 1             | 598.617       | 39,02         | 5             |
| L'Ulivo                      | Federazione dei Verdi              | 38.944        | 2,55          | -             | 598.617       | 39,02         | 5             |
| Progressisti                 | Rifondazione Comunista             | 115.414       | 7,56          | 1             | 42.776        | 2,79          | -             |
| Rifondazione Comunista       | Rifondazione Comunista             | 115.414       | 7,56          | 1             | 12.403        | 0,81          | -             |
| Fiamma Tricolore             | Fiamma Tricolore                   | 29.117        | 1,91          | -             | 71.629        | 4,67          | -             |
| Partito Socialista           | Partito Socialista                 | 24.704        | 1,62          | -             | 23.266        | 1,52          | -             |
| Lista Pannella-Sgarbi        | Lista Pannella-Sgarbi              | 24.076        | 1,58          | -             | N.D.          | N.D.          | N.D.          |
| Patto per l'Agro             | Patto per l'Agro                   | 12.297        | 0,81          | -             | 18.836        | 1,23          | -             |
| Movimento Rinascita Italiana | Movimento Rinascita Italiana       | 8.886         | 0,58          | -             | 24.074        | 1,57          | -             |
| Democrazia e Libertà         | Democrazia e Libertà               | N.D.          | N.D.          | N.D.          | 33.326        | 2,17          | 1             |
| Pedalando in Sintonia        | Pedalando in Sintonia              | N.D.          | N.D.          | N.D.          | 675           | 0,04          | -             |
| Totale                       | Totale                             | 1.526.622     |               | 7             | 1.534.272     |               | 22            |

#### Eletti

##### Parte proporzionale
| Forza Italia                           | Partito Democratico della Sinistra | CCD-CDU             | Rifondazione Comunista | Rinnovamento Italiano |
| -------------------------------------- | ---------------------------------- | ------------------- | ---------------------- | --------------------- |
|                                        |                                    |                     |                        |                       |
| - Pasquale Giuliano - Franco Di Comite | - Isaia Sales - Carmine Nardone    | - Clemente Mastella | - Mario Brunetti       | - Roberto Villetti    |

##### Parte maggioritaria
Eletti nell'Ulivo (PDS - P-S-P-U-P - RI - FdV)
     Eletti nel Polo per le Libertà (FI - AN - CCD-CDU)
     Eletti nella lista Democrazia e Libertà
| Collegio                    | Deputato | Deputato                 | Partito  |
| --------------------------- | -------- | ------------------------ | -------- |
| Caserta                     |          | Nicolò Cuscunà           | AN       |
| Maddaloni                   |          | Ferdinando De Franciscis | CCD      |
| Aversa                      |          | Mario Gatto              | PDS (FL) |
| Casal di Principe           |          | Italo Bocchino           | AN       |
| Santa Maria Capua Vetere    |          | Mario Gazzilli           | FI       |
| Sessa Aurunca               |          | Mario Landolfi           | AN       |
| Capua                       |          | Nicola Cosentino         | FI       |
| Benevento                   |          | Alberto Simeone          | AN       |
| Sant'Agata de' Goti         |          | Michele Abbate           | PPI      |
| Ariano Irpino               |          | Mario Pepe               | PPI      |
| Avellino                    |          | Antonio Maccanico        | UD       |
| Atripalda                   |          | Alberta De Simone        | PDS      |
| Mirabella Eclano            |          | Ciriaco De Mita          | PPI      |
| Salerno-Centro              |          | Gaetano Colucci          | AN       |
| Salerno-Mercato S. Severino |          | Roberto Manzione         | CCD      |
| Cava de' Tirreni            |          | Marco Taradash           | FI       |
| Scafati                     |          | Luigi Nocera             | CCD      |
| Nocera Inferiore            |          | Antonio Rizzo            | AN       |
| Battipaglia                 |          | Gennaro Malgieri         | AN       |
| Eboli                       |          | Franco Cardiello         | AN       |
| Sala Consilina              |          | Giuseppe Fronzuti        | CCD      |
| Vallo della Lucania         |          | Raffaele Marotta         | FI       |

### XIV legislatura

#### Risultati elettorali
| Coalizioni              | Liste                   | Proporzionale | Proporzionale | Proporzionale | Maggioritario | Maggioritario | Maggioritario |
| Coalizioni              | Liste                   | Voti          | %             | Seggi         | Voti          | %             | Seggi         |
| ----------------------- | ----------------------- | ------------- | ------------- | ------------- | ------------- | ------------- | ------------- |
| Casa delle Libertà      | Forza Italia            | 490.205       | 31,50         | 3             | 686.050       | 42,62         | 14            |
| Casa delle Libertà      | Alleanza Nazionale      | 219.054       | 14,08         | 1             | 686.050       | 42,62         | 14            |
| Casa delle Libertà      | CCD-CDU                 | 56.999        | 3,66          | -             | 686.050       | 42,62         | 14            |
| Casa delle Libertà      | Nuovo PSI               | 19.665        | 1,26          | -             | 686.050       | 42,62         | 14            |
| L'Ulivo                 | La Margherita           | 230.608       | 14,82         | 1             | 665.051       | 41,32         | 8             |
| L'Ulivo                 | Democratici di Sinistra | 179.601       | 11,54         | 1             | 665.051       | 41,32         | 8             |
| L'Ulivo                 | Il Girasole             | 43.967        | 2,83          | -             | 665.051       | 41,32         | 8             |
| L'Ulivo                 | Comunisti Italiani      | 26.104        | 1,68          | -             | 665.051       | 41,32         | 8             |
| Democrazia Europea      | Democrazia Europea      | 95.830        | 6,16          | -             | 137.655       | 8,55          | -             |
| Rifondazione Comunista  | Rifondazione Comunista  | 63.346        | 4,07          | 1             | N.D.          | N.D.          | N.D.          |
| Italia dei Valori       | Italia dei Valori       | 60.904        | 3,91          | -             | 56.773        | 3,53          | -             |
| Lista Emma Bonino       | Lista Emma Bonino       | 26.262        | 1,69          | -             | 10.702        | 0,66          | -             |
| Fiamma Tricolore        | Fiamma Tricolore        | 19.150        | 1,23          | -             | 20.104        | 1,25          | -             |
| Movimento delle Libertà | Movimento delle Libertà | 6.754         | 0,43          | -             | 9.006         | 0,56          | -             |
| Liberi e Forti          | Liberi e Forti          | 6.722         | 0,43          | -             | N.D.          | N.D.          | N.D.          |
| Socialisti Autonomisti  | Socialisti Autonomisti  | 6.492         | 0,42          | -             | 24.341        | 1,51          | -             |
| Paese Nuovo             | Paese Nuovo             | 3.075         | 0,20          | -             | N.D.          | N.D.          | N.D.          |
| Abolizione Scorporo     | Abolizione Scorporo     | 1.243         | 0,08          | -             | N.D.          | N.D.          | N.D.          |
| Totale                  | Totale                  | 1.555.981     |               | 7             | 1.609.682     |               | 22            |

#### Eletti

##### Parte proporzionale
| Forza Italia                                         | La Margherita       | Alleanza Nazionale | Democratici di Sinistra | Rifondazione Comunista |
| ---------------------------------------------------- | ------------------- | ------------------ | ----------------------- | ---------------------- |
|                                                      |                     |                    |                         |                        |
| - Antonio Marzano - Nicola Cosentino - Non assegnato | - Clemente Mastella | - Vincenzo Nespoli | - Lorenzo Diana         | - Titti De Simone      |

##### Parte maggioritaria
Eletti nella Casa delle Libertà (FI - AN - CCD-CDU - NPSI)
     Eletti nell'Ulivo (DS - DL - Il Girasole - PdCI)
| Collegio                    | Deputato | Deputato             | Partito  |
| --------------------------- | -------- | -------------------- | -------- |
| Caserta                     |          | Sandro De Franciscis | DL (PPI) |
| Maddaloni                   |          | Pietro Squeglia      | DL (PPI) |
| Aversa                      |          | Paolo Santulli       | FI       |
| Casal di Principe           |          | Gennaro Coronella    | AN       |
| Santa Maria Capua Vetere    |          | Francesco Maione     | FI       |
| Sessa Aurunca               |          | Mario Landolfi       | AN       |
| Capua                       |          | Lorenzo Montecuollo  | CCD      |
| Benevento                   |          | Pasquale Viespoli    | AN       |
| Sant'Agata de' Goti         |          | Antonio Barbieri     | FI       |
| Ariano Irpino               |          | Erminia Mazzoni      | CCD      |
| Avellino                    |          | Antonio Maccanico    | DL (Dem) |
| Atripalda                   |          | Alberta De Simone    | DS       |
| Mirabella Eclano            |          | Ciriaco De Mita      | DL (PPI) |
| Salerno-Centro              |          | Vincenzo De Luca     | DS       |
| Salerno-Mercato S. Severino |          | Tino Iannuzzi        | DL (PPI) |
| Cava de' Tirreni            |          | Andrea Annunziata    | DL (PPI) |
| Scafati                     |          | Guido Milanese       | FI       |
| Nocera Inferiore            |          | Edmondo Cirielli     | AN       |
| Battipaglia                 |          | Enzo Fasano          | AN       |
| Eboli                       |          | Franco Cardiello     | AN       |
| Sala Consilina              |          | Francesco Brusco     | CCD      |
| Vallo della Lucania         |          | Antonio Oricchio     | FI       |

## Dal 2005 al 2017

### XV legislatura

#### Risultati elettorali
|                               | Forza Italia                                      | 452 792   | 27,10 | 7  |  |  |  |  |  |
|                               | Alleanza Nazionale                                | 216 437   | 12,95 | 4  |  |  |  |  |  |
|                               | Unione dei Democratici Cristiani e di Centro      | 104 238   | 6,24  | 2  |  |  |  |  |  |
|                               | Democrazia Cristiana per le Autonomie – Nuovo PSI | 26 269    | 1,57  | –  |  |  |  |  |  |
|                               | Alternativa Sociale                               | 16 139    | 0,97  | –  |  |  |  |  |  |
|                               | Fiamma Tricolore                                  | 11 925    | 0,71  | –  |  |  |  |  |  |
|                               | Pensionati Uniti                                  | 4 964     | 0,30  | –  |  |  |  |  |  |
|                               | Lega Nord – MPA                                   | 3 391     | 0,20  | –  |  |  |  |  |  |
|                               | No Euro                                           | 3 257     | 0,19  | –  |  |  |  |  |  |
|                               | Ecologisti Democratici                            | 2 161     | 0,13  | –  |  |  |  |  |  |
|                               | Totale coalizione                                 | 841 573   | 50,36 | 13 |  |  |  |  |  |
|                               | L'Ulivo                                           | 462 089   | 27,65 | 9  |  |  |  |  |  |
|                               | Popolari UDEUR                                    | 110 058   | 6,59  | 2  |  |  |  |  |  |
|                               | Partito della Rifondazione Comunista              | 81 232    | 4,86  | 1  |  |  |  |  |  |
|                               | Rosa nel Pugno                                    | 49 460    | 2,96  | 1  |  |  |  |  |  |
|                               | Federazione dei Verdi                             | 40 178    | 2,40  | 1  |  |  |  |  |  |
|                               | Italia dei Valori                                 | 36 521    | 2,19  | 1  |  |  |  |  |  |
|                               | Partito dei Comunisti Italiani                    | 32 038    | 1,92  | 1  |  |  |  |  |  |
|                               | Partito Pensionati                                | 6 601     | 0,40  | –  |  |  |  |  |  |
|                               | I Socialisti                                      | 5 356     | 0,32  | –  |  |  |  |  |  |
|                               | Totale coalizione                                 | 823 533   | 49,28 | 16 |  |  |  |  |  |
|                               | Terzo Polo                                        | 4 603     | 0,28  | –  |  |  |  |  |  |
|                               | Solidarietà                                       | 1 410     | 0,08  | –  |  |  |  |  |  |
| Totale                        | Totale                                            | 1 671 119 | 100   | 29 |  |  |  |  |  |
|                               |                                                   |           |       |    |  |  |  |  |  |
| Voti non validi               | Voti non validi                                   | 67 392    | 3,88  |    |  |  |  |  |  |
| Votanti                       | Votanti                                           | 1 738 511 | 81,20 |    |  |  |  |  |  |
| Elettori                      | Elettori                                          | 2 141 023 |       |    |  |  |  |  |  |
|                               |                                                   |           |       |    |  |  |  |  |  |
| Fonte: Ministero dell'interno |                                                   |           |       |    |  |  |  |  |  |

#### Eletti
| L'Ulivo | Udeur                                  | Partito della Rifondazione Comunista                         | Rosa nel Pugno                                                                                  |
| --- | -------------------------------------- | ------------------------------------------------------------ | ----------------------------------------------------------------------------------------------- |
| |                                        |                                                              |                                                                                                 |
| - Ciriaco De Mita - → Massimo D'Alema - Rosa Suppa - Vincenzo De Luca - Tino Iannuzzi - Franca Chiaromonte - Adriano Musi - Costantino Boffa - Pietro Squeglia - Raffaele Aurisicchio | - Paolo Del Mese - Pasqualino Giuditta | - → Fausto Bertinotti - Gennaro Migliore                     | - → Emma Bonino - → Enrico Boselli - → Daniele Capezzone - → Roberto Villetti - Marco Beltrandi |
| - Ciriaco De Mita - → Massimo D'Alema - Rosa Suppa - Vincenzo De Luca - Tino Iannuzzi - Franca Chiaromonte - Adriano Musi - Costantino Boffa - Pietro Squeglia - Raffaele Aurisicchio | Federazione dei Verdi                  | Italia dei Valori                                            | Partito dei Comunisti Italiani                                                                  |
| - Ciriaco De Mita - → Massimo D'Alema - Rosa Suppa - Vincenzo De Luca - Tino Iannuzzi - Franca Chiaromonte - Adriano Musi - Costantino Boffa - Pietro Squeglia - Raffaele Aurisicchio |                                        |                                                              |                                                                                                 |
| - Ciriaco De Mita - → Massimo D'Alema - Rosa Suppa - Vincenzo De Luca - Tino Iannuzzi - Franca Chiaromonte - Adriano Musi - Costantino Boffa - Pietro Squeglia - Raffaele Aurisicchio | - Alfonso Pecoraro Scanio              | - → Antonio Di Pietro - → Giuseppe Astore - Americo Porfidia | - → Oliviero Diliberto - Giacomo De Angelis                                                     |

| Forza Italia | Alleanza Nazionale                                                                        | Unione dei Democratici Cristiani e di Centro                                   |
| --- | ----------------------------------------------------------------------------------------- | ------------------------------------------------------------------------------ |
| |                                                                                           |                                                                                |
| - → Silvio Berlusconi - Sandro Bondi - Nicola Cosentino - Mara Carfagna - Alfredo Vito - Gaetano Fasolino - Sestino Giacomoni - Francesco Brusco | - → Gianfranco Fini - Mario Landolfi - Edmondo Cirielli - Giulia Cosenza - Italo Bocchino | - → Pier Ferdinando Casini - → Lorenzo Cesa - Domenico Zinzi - Erminia Mazzoni |

1. ↑  Opta per la circoscrizione Puglia
2. ↑  Opta per la circoscrizione Piemonte 2
3. ↑  Opta per la circoscrizione Veneto 2
4. ↑  Opta per la circoscrizione Sicilia 2
5. ↑  Opta per la circoscrizione Sicilia 1
6. ↑  Opta per la circoscrizione Sardegna
7. ↑  Opta per la circoscrizione Veneto 2
8. ↑  Opta per la circoscrizione Emilia-Romagna
9. ↑  Opta per la circoscrizione Sicilia 1
10. ↑  Opta per la circoscrizione Campania 1
11. ↑  Opta per la circoscrizione Emilia-Romagna
12. ↑  Opta per la circoscrizione Lombardia 1
13. ↑  Opta per la circoscrizione Lombardia 2

### XVI legislatura

#### Risultati elettorali
|                               | Il Popolo della Libertà               | 803 943   | 49,52 | 16 |  |  |  |  |  |
|                               | Movimento per l'Autonomia             | 33 563    | 2,07  | 1  |  |  |  |  |  |
|                               | Totale coalizione                     | 837 506   | 51,59 | 17 |  |  |  |  |  |
|                               | Partito Democratico                   | 458 977   | 28,27 | 9  |  |  |  |  |  |
|                               | Italia dei Valori                     | 71 702    | 4,42  | 1  |  |  |  |  |  |
|                               | Totale coalizione                     | 530 679   | 32,69 | 10 |  |  |  |  |  |
|                               | Unione di Centro                      | 122 567   | 7,55  | 2  |  |  |  |  |  |
|                               | La Sinistra l'Arcobaleno              | 38 601    | 2,38  | –  |  |  |  |  |  |
|                               | Partito Socialista                    | 31 178    | 1,92  | –  |  |  |  |  |  |
|                               | La Destra - Fiamma Tricolore          | 29 834    | 1,84  | –  |  |  |  |  |  |
|                               | Partito Comunista dei Lavoratori      | 7 179     | 0,44  | –  |  |  |  |  |  |
|                               | Unione Democratica per i Consumatori  | 6 441     | 0,40  | –  |  |  |  |  |  |
|                               | Sinistra Critica                      | 6 324     | 0,39  | –  |  |  |  |  |  |
|                               | Lista dei Grilli Parlanti             | 5 208     | 0,32  | –  |  |  |  |  |  |
|                               | Associazione per la Difesa della Vita | 4 014     | 0,25  | –  |  |  |  |  |  |
|                               | Per il Bene Comune                    | 3 878     | 0,24  | –  |  |  |  |  |  |
| Totale                        | Totale                                | 1 623 409 | 100   | 29 |  |  |  |  |  |
|                               |                                       |           |       |    |  |  |  |  |  |
| Voti non validi               | Voti non validi                       | 82 404    | 4,83  |    |  |  |  |  |  |
| Votanti                       | Votanti                               | 1 705 813 | 79,07 |    |  |  |  |  |  |
| Elettori                      | Elettori                              | 2 157 252 |       |    |  |  |  |  |  |
|                               |                                       |           |       |    |  |  |  |  |  |
| Fonte: Ministero dell'interno |                                       |           |       |    |  |  |  |  |  |

#### Eletti
| Il Popolo della Libertà | Partito Democratico | Unione di Centro                                                                 |
| --- | --- | -------------------------------------------------------------------------------- |
| | |                                                                                  |
| - → Silvio Berlusconi - → Gianfranco Fini - Mara Carfagna - Nicola Cosentino - Mario Landolfi - Giancarlo Lehner - Nunzia De Girolamo - Edmondo Cirielli - Mario Pepe - Marco Mario Milanese - Giulia Cosenza - Michaela Biancofiore - Gennaro Malgieri - Marco Pugliese - Pasquale Vessa - Gerardo Soglia - Giovanna Petrenga - Nicola Formichella | - Pina Picierno - → Walter Veltroni - Tino Iannuzzi - Guglielmo Vaccaro - Costantino Boffa - Luciana Pedoto - Fulvio Bonavitacola - Mario Pepe - Stefano Graziano - Antonio Cuomo | - → Pier Ferdinando Casini - → Lorenzo Cesa - Francesco Pionati - Domenico Zinzi |
| - → Silvio Berlusconi - → Gianfranco Fini - Mara Carfagna - Nicola Cosentino - Mario Landolfi - Giancarlo Lehner - Nunzia De Girolamo - Edmondo Cirielli - Mario Pepe - Marco Mario Milanese - Giulia Cosenza - Michaela Biancofiore - Gennaro Malgieri - Marco Pugliese - Pasquale Vessa - Gerardo Soglia - Giovanna Petrenga - Nicola Formichella | - Pina Picierno - → Walter Veltroni - Tino Iannuzzi - Guglielmo Vaccaro - Costantino Boffa - Luciana Pedoto - Fulvio Bonavitacola - Mario Pepe - Stefano Graziano - Antonio Cuomo | Italia dei Valori                                                                |
| - → Silvio Berlusconi - → Gianfranco Fini - Mara Carfagna - Nicola Cosentino - Mario Landolfi - Giancarlo Lehner - Nunzia De Girolamo - Edmondo Cirielli - Mario Pepe - Marco Mario Milanese - Giulia Cosenza - Michaela Biancofiore - Gennaro Malgieri - Marco Pugliese - Pasquale Vessa - Gerardo Soglia - Giovanna Petrenga - Nicola Formichella | - Pina Picierno - → Walter Veltroni - Tino Iannuzzi - Guglielmo Vaccaro - Costantino Boffa - Luciana Pedoto - Fulvio Bonavitacola - Mario Pepe - Stefano Graziano - Antonio Cuomo |                                                                                  |
| - → Silvio Berlusconi - → Gianfranco Fini - Mara Carfagna - Nicola Cosentino - Mario Landolfi - Giancarlo Lehner - Nunzia De Girolamo - Edmondo Cirielli - Mario Pepe - Marco Mario Milanese - Giulia Cosenza - Michaela Biancofiore - Gennaro Malgieri - Marco Pugliese - Pasquale Vessa - Gerardo Soglia - Giovanna Petrenga - Nicola Formichella | - Pina Picierno - → Walter Veltroni - Tino Iannuzzi - Guglielmo Vaccaro - Costantino Boffa - Luciana Pedoto - Fulvio Bonavitacola - Mario Pepe - Stefano Graziano - Antonio Cuomo | - → Antonio Di Pietro - → Aniello Formisano - → Silvana Mura - Americo Porfidia  |
| - → Silvio Berlusconi - → Gianfranco Fini - Mara Carfagna - Nicola Cosentino - Mario Landolfi - Giancarlo Lehner - Nunzia De Girolamo - Edmondo Cirielli - Mario Pepe - Marco Mario Milanese - Giulia Cosenza - Michaela Biancofiore - Gennaro Malgieri - Marco Pugliese - Pasquale Vessa - Gerardo Soglia - Giovanna Petrenga - Nicola Formichella | - Pina Picierno - → Walter Veltroni - Tino Iannuzzi - Guglielmo Vaccaro - Costantino Boffa - Luciana Pedoto - Fulvio Bonavitacola - Mario Pepe - Stefano Graziano - Antonio Cuomo | Movimento per l'Autonomia                                                        |
| - → Silvio Berlusconi - → Gianfranco Fini - Mara Carfagna - Nicola Cosentino - Mario Landolfi - Giancarlo Lehner - Nunzia De Girolamo - Edmondo Cirielli - Mario Pepe - Marco Mario Milanese - Giulia Cosenza - Michaela Biancofiore - Gennaro Malgieri - Marco Pugliese - Pasquale Vessa - Gerardo Soglia - Giovanna Petrenga - Nicola Formichella | - Pina Picierno - → Walter Veltroni - Tino Iannuzzi - Guglielmo Vaccaro - Costantino Boffa - Luciana Pedoto - Fulvio Bonavitacola - Mario Pepe - Stefano Graziano - Antonio Cuomo |                                                                                  |
| - → Silvio Berlusconi - → Gianfranco Fini - Mara Carfagna - Nicola Cosentino - Mario Landolfi - Giancarlo Lehner - Nunzia De Girolamo - Edmondo Cirielli - Mario Pepe - Marco Mario Milanese - Giulia Cosenza - Michaela Biancofiore - Gennaro Malgieri - Marco Pugliese - Pasquale Vessa - Gerardo Soglia - Giovanna Petrenga - Nicola Formichella | - Pina Picierno - → Walter Veltroni - Tino Iannuzzi - Guglielmo Vaccaro - Costantino Boffa - Luciana Pedoto - Fulvio Bonavitacola - Mario Pepe - Stefano Graziano - Antonio Cuomo | - → Raffaele Lombardo - Arturo Iannaccone                                        |

1. ↑  Opta per la circoscrizione Molise
2. ↑  Opta per la circoscrizione Emilia-Romagna
3. ↑  Opta per la circoscrizione Lazio 1
4. ↑  Opta per la circoscrizione Liguria
5. ↑  Opta per la circoscrizione Puglia
6. ↑  Opta per la circoscrizione Molise
7. ↑  Opta per la circoscrizione Campania 1
8. ↑  Opta per la circoscrizione Emilia-Romagna
9. ↑  Opta per la circoscrizione Puglia

### XVII legislatura

#### Risultati elettorali
|                               | Il Popolo della Libertà       | 415 312   | 28,15 | 6  |  |  |  |  |  |
|                               | Fratelli d'Italia             | 57 140    | 3,87  | 1  |  |  |  |  |  |
|                               | Grande Sud – MPA              | 18 807    | 1,27  | –  |  |  |  |  |  |
|                               | La Destra                     | 8 967     | 0,61  | –  |  |  |  |  |  |
|                               | Moderati in Rivoluzione       | 8 446     | 0,57  | –  |  |  |  |  |  |
|                               | Partito Pensionati            | 6 700     | 0,45  | –  |  |  |  |  |  |
|                               | Lega Nord                     | 5 636     | 0,38  | –  |  |  |  |  |  |
|                               | Intesa Popolare               | 3 736     | 0,25  | –  |  |  |  |  |  |
|                               | Totale coalizione             | 524 744   | 35,56 | 7  |  |  |  |  |  |
|                               | Partito Democratico           | 323 557   | 21,93 | 12 |  |  |  |  |  |
|                               | Sinistra Ecologia Libertà     | 47 256    | 3,20  | 2  |  |  |  |  |  |
|                               | Centro Democratico            | 13 611    | 0,92  | –  |  |  |  |  |  |
|                               | Totale coalizione             | 384 424   | 26,05 | 14 |  |  |  |  |  |
|                               | Movimento 5 Stelle            | 311 766   | 21,13 | 4  |  |  |  |  |  |
|                               | Scelta Civica                 | 101 960   | 6,91  | 2  |  |  |  |  |  |
|                               | Unione di Centro              | 69 758    | 4,73  | 1  |  |  |  |  |  |
|                               | Futuro e Libertà per l'Italia | 14 686    | 1,00  | –  |  |  |  |  |  |
|                               | Totale coalizione             | 186 404   | 12,63 | 3  |  |  |  |  |  |
|                               | Rivoluzione Civile            | 32 350    | 2,19  | –  |  |  |  |  |  |
|                               | Voto di Protesta              | 6 694     | 0,45  | –  |  |  |  |  |  |
|                               | Liberali per l'Italia - PLI   | 5 939     | 0,40  | –  |  |  |  |  |  |
|                               | Fare per Fermare il Declino   | 5 919     | 0,40  | –  |  |  |  |  |  |
|                               | Amnistia Giustizia Libertà    | 5 473     | 0,37  | –  |  |  |  |  |  |
|                               | Forza Nuova                   | 3 994     | 0,27  | –  |  |  |  |  |  |
|                               | Io Amo l'Italia               | 3 614     | 0,24  | –  |  |  |  |  |  |
|                               | CasaPound                     | 2 419     | 0,16  | –  |  |  |  |  |  |
|                               | Rifondazione Missina Italiana | 1 766     | 0,12  | –  |  |  |  |  |  |
| Totale                        | Totale                        | 1 475 506 | 100   | 28 |  |  |  |  |  |
|                               |                               |           |       |    |  |  |  |  |  |
| Voti non validi               | Voti non validi               | 77 077    | 4,96  |    |  |  |  |  |  |
| Votanti                       | Votanti                       | 1 552 583 | 71,37 |    |  |  |  |  |  |
| Elettori                      | Elettori                      | 2 175 256 |       |    |  |  |  |  |  |
|                               |                               |           |       |    |  |  |  |  |  |
| Fonte: Ministero dell'interno |                               |           |       |    |  |  |  |  |  |

#### Eletti
| Partito Democratico | Il Popolo della Libertà                                                                                       | Movimento 5 Stelle                                                  |
| --- | --- | ------------------------------------------------------------------- |
| | |                                                                     |
| - → Enrico Letta - Vincenzo Amendola - Fulvio Bonavitacola - Laura Coccia - Valentina Paris - Simone Valiante - Angelo Rughetti - Umberto Del Basso De Caro - Pina Picierno - Tino Iannuzzi - Luigi Famiglietti - Sabrina Capozzolo - Khalid Chaouki | - Mara Carfagna - Nunzia De Girolamo - Carlo Sarro - Angelo Attaguile - Giovanna Petrenga - Luca D'Alessandro | - Angelo Tofalo - Silvia Giordano - Carlo Sibilia - Girolamo Pisano |
| Sinistra Ecologia Libertà | Fratelli d'Italia                                                                                             | Scelta Civica                                                       |
| | |                                                                     |
| - → Nichi Vendola - Michele Ragosta - Giancarlo Giordano | - Edmondo Cirielli                                                                                            | - Antimo Cesaro - Angelo Antonio D'Agostino                         |
| - → Nichi Vendola - Michele Ragosta - Giancarlo Giordano | - Edmondo Cirielli                                                                                            | Unione di Centro                                                    |
| - → Nichi Vendola - Michele Ragosta - Giancarlo Giordano | - Edmondo Cirielli                                                                                            |                                                                     |
| - → Nichi Vendola - Michele Ragosta - Giancarlo Giordano | - Edmondo Cirielli                                                                                            | - → Mario Catania - Giuseppe De Mita                                |

1. ↑  Opta per la circoscrizione Marche
2. ↑  Opta per la circoscrizione Puglia
3. ↑  Opta per la circoscrizione Veneto 1

## Dal 2017

### Collegi elettorali

#### Dal 2017 al 2020
Alla circoscrizione sono attribuiti 29 seggi: 10 sono attribuiti mediante sistema maggioritario, in altrettanti collegi uninominali; 19 mediante sistema proporzionale, all'interno di tre collegi plurinominali.
| Collegi plurinominali | Collegi plurinominali | Collegi uninominali                                              |
| --------------------- | --------------------- | ---------------------------------------------------------------- |
|                       | Campania 2 - 01       | - 01 - Benevento - 02 - Ariano Irpino - 06 - Avellino            |
|                       | Campania 2 - 02       | - 03 - Caserta - 04 - Santa Maria Capua Vetere - 06 - Aversa     |
|                       | Campania 2 - 03       | - 07 - Scafati - 08 - Salerno - 09 - Battipaglia - 10 - Agropoli |

#### Dal 2020
In seguito alla riforma costituzionale del 2020 in tema di riduzione del numero dei parlamentari, alla circoscrizione sono attribuiti 18 seggi: 7 sono assegnati mediante sistema maggioritario, in altrettanti collegi uninominali; 11 mediante sistema proporzionale, all'interno di due collegi plurinominali.
| Collegi plurinominali | Collegi plurinominali | Collegi uninominali                                        |
| --------------------- | --------------------- | ---------------------------------------------------------- |
|                       | Campania 2 - 01       | - 01 - Aversa - 02 - Caserta - 03 - Benevento              |
|                       | Campania 2 - 02       | - 04 - Avellino - 05 - Scafati - 06 - Salerno - 07 - Eboli |

### XVIII legislatura

#### Risultati elettorali
|                            | Movimento 5 Stelle                          | 659 283   | 44,53 | 9  | 659 283   | 44,53 | 9  |  |  |
|                            | Forza Italia                                | 278 555   | 18,81 | 4  | 450 578   | 30,43 | 1  |  |  |
|                            | Lega                                        | 84 659    | 5,72  | 1  | 450 578   | 30,43 | 1  |  |  |
|                            | Fratelli d'Italia                           | 61 812    | 4,17  | 1  | 450 578   | 30,43 | 1  |  |  |
|                            | Noi con l'Italia – UDC                      | 25 552    | 1,73  | –  | 450 578   | 30,43 | 1  |  |  |
|                            | Partito Democratico                         | 214 635   | 14,50 | 3  | 274 793   | 18,56 | –  |  |  |
|                            | Civica Popolare                             | 22 301    | 1,51  | –  | 274 793   | 18,56 | –  |  |  |
|                            | +Europa                                     | 20 105    | 1,36  | –  | 274 793   | 18,56 | –  |  |  |
|                            | Italia Europa Insieme                       | 17 752    | 1,20  | –  | 274 793   | 18,56 | –  |  |  |
|                            | Liberi e Uguali                             | 41 311    | 2,79  | 1  | 41 311    | 2,79  | –  |  |  |
|                            | Potere al Popolo!                           | 18 042    | 1,22  | –  | 18 042    | 1,22  | –  |  |  |
|                            | Italia agli Italiani (FN - FT)              | 10 131    | 0,68  | –  | 10 131    | 0,68  | –  |  |  |
|                            | Il Popolo della Famiglia                    | 7 961     | 0,54  | –  | 7 961     | 0,54  | –  |  |  |
|                            | CasaPound                                   | 7 658     | 0,52  | –  | 7 658     | 0,52  | –  |  |  |
|                            | Partito Comunista                           | 4 572     | 0,31  | –  | 4 572     | 0,31  | –  |  |  |
|                            | Partito Valore Umano                        | 2 584     | 0,17  | –  | 2 584     | 0,17  | –  |  |  |
|                            | 10 Volte Meglio                             | 1 474     | 0,10  | –  | 1 474     | 0,10  | –  |  |  |
|                            | Per una Sinistra Rivoluzionaria (SCR - PCL) | 1 365     | 0,09  | –  | 1 365     | 0,09  | –  |  |  |
|                            | Lista del Popolo per la Costituzione        | 843       | 0,06  | –  | 843       | 0,06  | –  |  |  |
| Totale                     | Totale                                      | 1 480 595 | 100   | 19 | 1 480 595 | 100   | 10 |  |  |
|                            |                                             |           |       |    |           |       |    |  |  |
| Schede bianche             | Schede bianche                              | 23 894    | 1,55  |    |           |       |    |  |  |
| Schede nulle               | Schede nulle                                | 34 975    | 2,27  |    |           |       |    |  |  |
| Votanti                    | Votanti                                     | 1 539 464 | 71,09 |    |           |       |    |  |  |
| Elettori                   | Elettori                                    | 2 165 555 |       |    |           |       |    |  |  |
|                            |                                             |           |       |    |           |       |    |  |  |
| Fonte: Camera dei deputati |                                             |           |       |    |           |       |    |  |  |

#### Eletti

##### Eletti nei collegi uninominali
Eletti nel Movimento 5 Stelle
     Eletti nella coalizione di centro-destra (Lega - FI - FdI - NcI-UDC)
| Collegio uninominale        | Eletto | Eletto             | Partito |
| --------------------------- | ------ | ------------------ | ------- |
| 1. Benevento                |        | Angela Ianaro      | M5S     |
| 2. Ariano Irpino            |        | Generoso Maraia    | M5S     |
| 3. Caserta                  |        | Antonio Del Monaco | M5S     |
| 4. Santa Maria Capua Vetere |        | Giuseppe Buompane  | M5S     |
| 5. Aversa                   |        | Nicola Grimaldi    | M5S     |
| 6. Avellino                 |        | Michele Gubitosa   | M5S     |
| 7. Scafati                  |        | Virginia Villani   | M5S     |
| 8. Salerno                  |        | Nicola Provenza    | M5S     |
| 9. Battipaglia              |        | Nicola Acunzo      | M5S     |
| 10. Agropoli                |        | Marzia Ferraioli   | FI      |

1. ↑  In data 03.03.2022 aderisce al gruppo Partito Democratico.
2. 1 2  In data 21.06.2022 aderisce al gruppo Insieme per il Futuro.
3. ↑  In data 20.05.2020 aderisce al gruppo misto, non iscritti; in data 15.01.2021 alla componente «Centro Democratico»; in data 10.05.2022 al gruppo Forza Italia - Berlusconi Presidente.

##### Eletti nei collegi plurinominali
| Collegio plurinominale | M5S                                                      | Forza Italia                        | Partito Democratico         | Lega                    | Fratelli d'Italia  | Liberi e Uguali  |
| ---------------------- | -------------------------------------------------------- | ----------------------------------- | --------------------------- | ----------------------- | ------------------ | ---------------- |
| Collegio plurinominale |                                                          |                                     |                             |                         |                    |                  |
| 1. Campania 2 - 01     | - Carlo Sibilia - Maria Pallini - Pasquale Maglione      | - Cosimo Sibilia                    | - Umberto Del Basso De Caro | –                       | –                  | –                |
| 2. Campania 2 - 02     | - Margherita Del Sesto - Giovanni Russo - Marianna Iorio | - Carlo Sarro                       | - Piero De Luca             | –                       | –                  | –                |
| 3. Campania 2 - 03     | - Angelo Tofalo - Anna Bilotti - Cosimo Adelizzi         | - Vincenzo Fasano - Luigi Casciello | - Marco Minniti             | - Gianluca Cantalamessa | - Edmondo Cirielli | - Federico Conte |

1. 1 2 3 4 5  In data 21.06.2022 aderisce al gruppo Insieme per il Futuro.
2. ↑  In data 27.05.2021 aderisce al gruppo Coraggio Italia; in data 23.06.2022 al gruppo misto, non iscritti; in data 28.06.2022 alla componente «Vinciamo Italia-Italia al Centro con Toti».
3. ↑  In data 19.02.2021 aderisce al gruppo misto, non iscritti; in data 22.07.2021 a Fratelli d'Italia.
4. ↑  Deceduto in data 23.01.2022; gli subentra in data 25.01.2022 Rossella Sessa, che in data 27.07.2022 aderisce al gruppo misto, non iscritti.
5. ↑  In data 28.07.2022 aderisce al gruppo misto, non iscritti.
6. ↑  Dimissionario in data 11.03.2021 (assume la carica di consulente presso Leonardo a guida della Fondazione Med-Or); gli subentra Eva Avossa in pari data.

### XIX legislatura

#### Risultati elettorali
|                               | Fratelli d'Italia                                       | 243 139   | 21,43 | 2  | 428 780   | 37,80 | 7 |  |  |
|                               | Forza Italia                                            | 113 004   | 9,96  | 1  | 428 780   | 37,80 | 7 |  |  |
|                               | Lega per Salvini Premier                                | 67 696    | 5,97  | 1  | 428 780   | 37,80 | 7 |  |  |
|                               | Noi Moderati                                            | 4 941     | 0,44  | –  | 428 780   | 37,80 | 7 |  |  |
|                               | Movimento 5 Stelle                                      | 312 954   | 27,59 | 3  | 312 954   | 27,59 | – |  |  |
|                               | Partito Democratico - Italia Democratica e Progressista | 194 173   | 17,12 | 2  | 256 921   | 22,65 | – |  |  |
|                               | Alleanza Verdi e Sinistra                               | 27 092    | 2,39  | 1  | 256 921   | 22,65 | – |  |  |
|                               | +Europa                                                 | 22 011    | 1,94  | –  | 256 921   | 22,65 | – |  |  |
|                               | Impegno Civico – Centro Democratico                     | 13 645    | 1,20  | –  | 256 921   | 22,65 | – |  |  |
|                               | Azione - Italia Viva                                    | 57 394    | 5,06  | 1  | 57 394    | 5,06  | – |  |  |
|                               | Noi di Centro – Europeisti                              | 29 402    | 2,59  | –  | 29 402    | 2,59  | – |  |  |
|                               | Unione Popolare                                         | 16 639    | 1,47  | –  | 16 639    | 1,47  | – |  |  |
|                               | Italexit                                                | 12 899    | 1,14  | –  | 12 899    | 1,14  | – |  |  |
|                               | Italia Sovrana e Popolare                               | 9 235     | 0,81  | –  | 9 235     | 0,81  | – |  |  |
|                               | Partito Animalista – UCDL – 10 Volte Meglio             | 4 623     | 0,41  | –  | 4 623     | 0,41  | – |  |  |
|                               | Partito Comunista Italiano                              | 3 329     | 0,29  | –  | 3 329     | 0,29  | – |  |  |
|                               | Vita                                                    | 2 241     | 0,20  | –  | 2 241     | 0,20  | – |  |  |
| Totale                        | Totale                                                  | 1 134 417 | 100   | 11 | 1 134 417 | 100   | 7 |  |  |
|                               |                                                         |           |       |    |           |       |   |  |  |
| Schede bianche                | Schede bianche                                          | 26 635    | 2,23  |    |           |       |   |  |  |
| Schede nulle                  | Schede nulle                                            | 33 838    | 2,83  |    |           |       |   |  |  |
| Votanti                       | Votanti                                                 | 1 194 890 | 56,06 |    |           |       |   |  |  |
| Elettori                      | Elettori                                                | 2 131 555 |       |    |           |       |   |  |  |
|                               |                                                         |           |       |    |           |       |   |  |  |
| Data: 25 settembre 2022       |                                                         |           |       |    |           |       |   |  |  |
| Fonte: Ministero dell'interno |                                                         |           |       |    |           |       |   |  |  |

#### Eletti

##### Eletti nei collegi uninominali
Eletti nella coalizione di coalizione di centro-destra (FdI - LSP - FI - NM)
| Collegio uninominale | Eletto | Eletto                    | Partito |
| -------------------- | ------ | ------------------------- | ------- |
| 01 - Aversa          |        | Gerolamo Cangiano         | FdI     |
| 02 - Caserta         |        | Carmen Letizia Giorgianni | FdI     |
| 03 - Benevento       |        | Francesco Maria Rubano    | FI      |
| 04 - Avellino        |        | Gianfranco Rotondi        | VèP     |
| 05 - Scafati         |        | Maria Immacolata Vietri   | FdI     |
| 06 - Salerno         |        | Giuseppe Bicchielli       | NM      |
| 07 - Eboli           |        | Attilio Pierro            | LSP     |

##### Eletti nei collegi plurinominali
| Collegio plurinominale | Movimento 5 Stelle                   | Fratelli d'Italia  | Partito Democratico-IDP | Forza Italia      | Lega per Salvini Premier | Azione - Italia Viva | Alleanza Verdi e Sinistra |
| ---------------------- | ------------------------------------ | ------------------ | ----------------------- | ----------------- | ------------------------ | -------------------- | ------------------------- |
| Collegio plurinominale |                                      |                    |                         |                   |                          |                      |                           |
| Campania 2 - 01        | - Enrica Alifano - Agostino Santillo | - Marco Cerreto    | - Stefano Graziano      | -                 | - Gianpiero Zinzi        | -                    | -                         |
| Campania 2 - 02        | - Michele Gubitosa                   | - Edmondo Cirielli | - Piero De Luca         | - Tullio Ferrante | -                        | - Antonio D'Alessio  | - Francesco Mari          |